# British Aircraft Corporation
A British Aircraft Corporation ou BAC foi um fabricante britânico de aeronaves ativo entre 1960 e 1977.

## História
A BAC é resultado da fusão da English Electric Aviation Ltd., Vickers-Armstrong (Aircraft), The Bristol Aeroplane Company e Hunting Aircraft, em 1960 sob forte pressão do governo.
A Bristol, a English Electric e a Vickers se tornaram os acionistas da BAC, possuindo, respectivamente, 40%, 40% e 20% das ações. Meses após, a BAC adquiriu 70% da Hunting.
Em 29 de Abril de 1977, a BAC, a Hawker Siddeley Group e a Scottish Aviation foram nacionalizadas, formando a British Aerospace (BAe).

## Projetos
Entre os diversos produtos da BAC, destacam-se o avião supersônico Concorde e o caça Panavia Tornado.

### Aeronaves

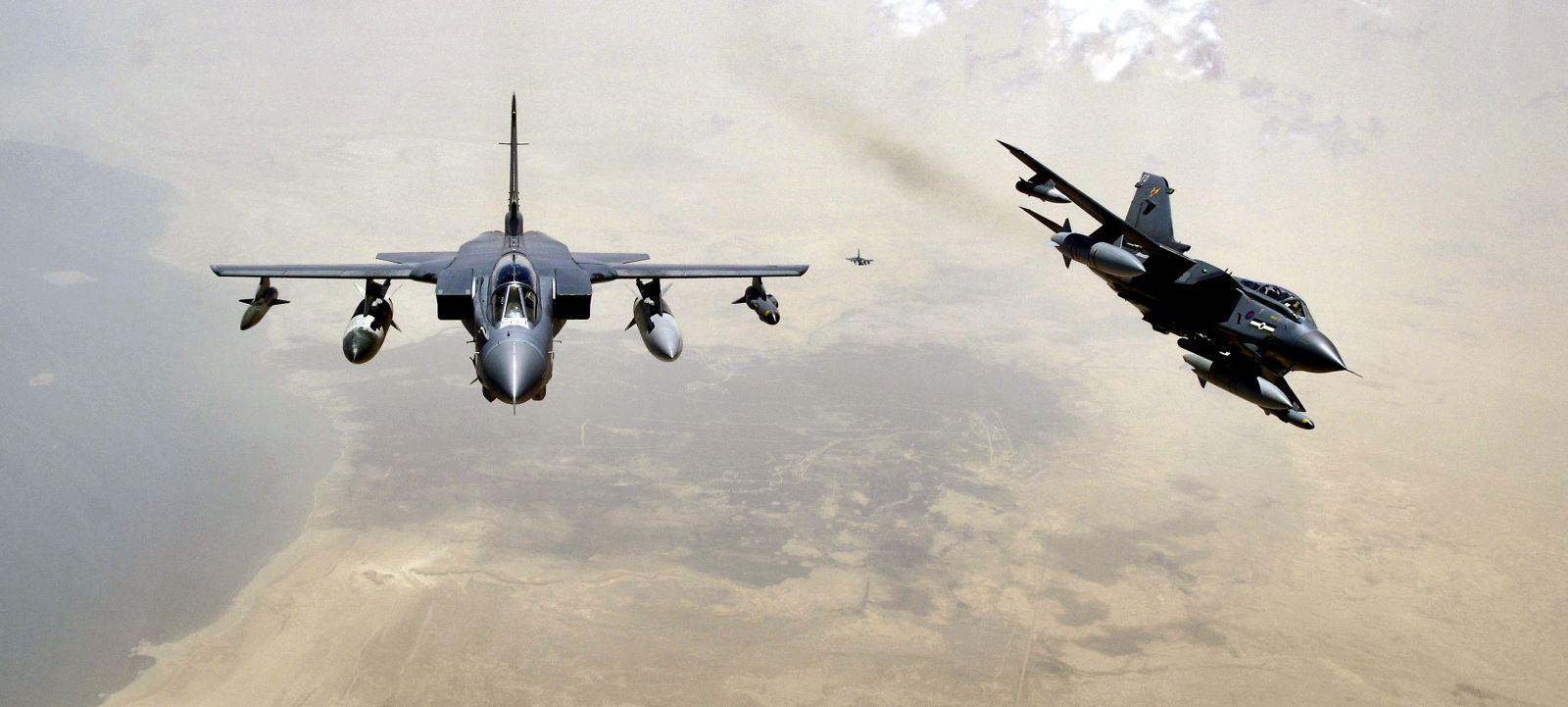
Tornado

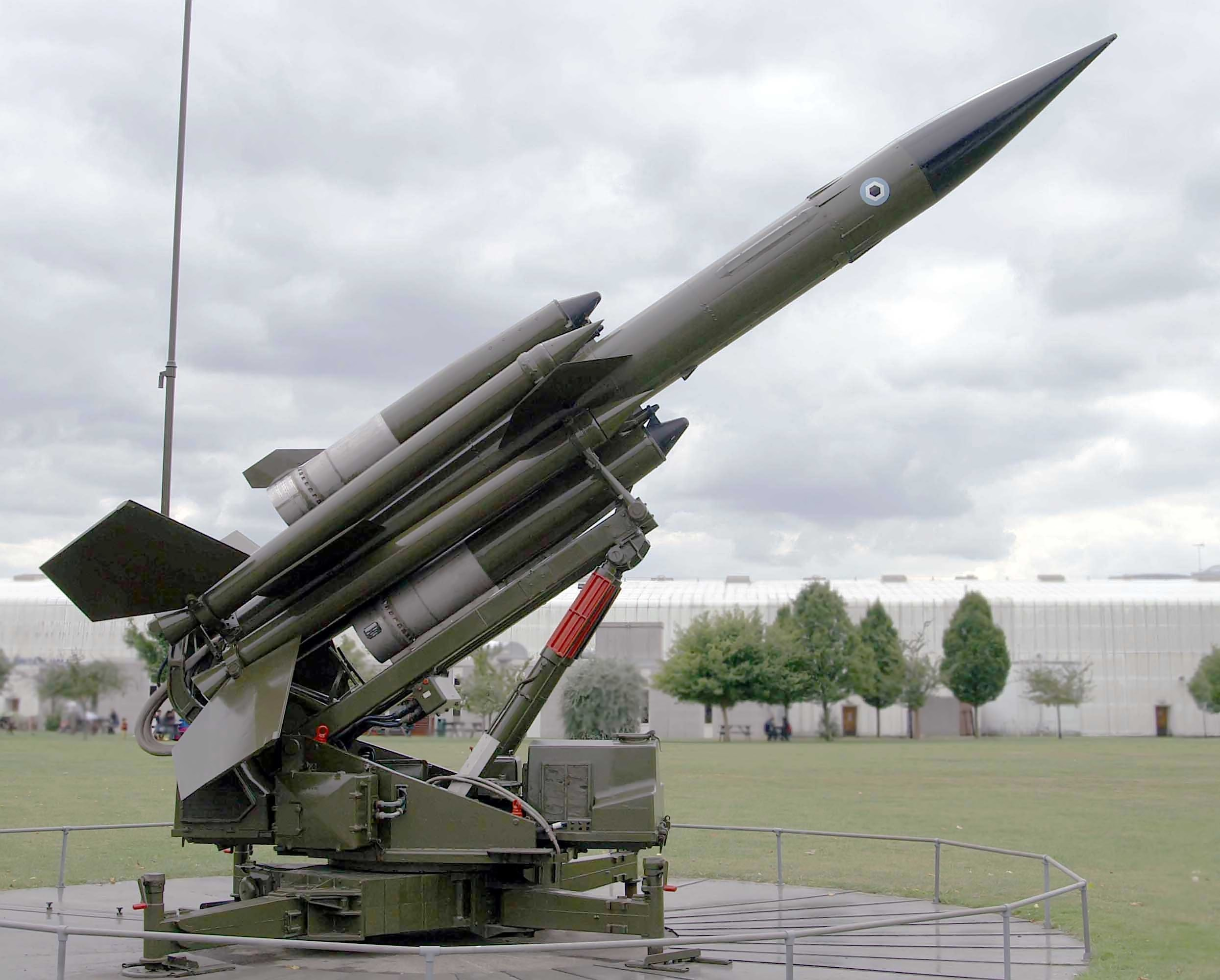
míssil Bloodhound

- BAC 1-11
- BAC 2-11
- BAC 3-11
- BAC 221
- BAC Strikemaster
- BAC / Aérospatiale Concorde
- BAC TSR-2
- BAC / English Electric Canberra
- BAC / English Electric Lightning
- BAC / Hunting H.126
- BAC / Hunting Jet Provost
- BAC / Vickers VC10
- Panavia Tornado
- Sepecat Jaguar

### Mísseis
- BAC Rapier
- BAC Sea Skua
- BAC Sea Wolf
- BAC Swingfire
- BAC / Bristol Bloodhound
- BAC / English Electric Thunderbird